# 龜岡市
龜岡市（日语：／ Kameoka shi */?）是位於日本京都府中部的城市，在京都府的人口僅次於京都市及宇治市。轄區位於龜岡盆地及周邊山區，大堰川、保津川（桂川上游）自市區中心通過。

## 人口
| 龜岡市人口分布圖 |                                               |  |
| 龜岡市與日本全國年齡別人口分布比較圖 （2005年資料） | 龜岡市的年齡、男女別人口分布圖 （2005年資料） |  |
| ■紫色是龜岡市 ■綠色是全国 | ■藍色是男性 ■紅色是女性                       |  |
| 龜岡市人口變化 \| 1970年 \| 47,151人 \| \| \| 1975年 \| 58,184人 \| \| \| 1980年 \| 69,410人 \| \| \| 1985年 \| 76,207人 \| \| \| 1990年 \| 85,283人 \| \| \| 1995年 \| 92,398人 \| \| \| 2000年 \| 94,555人 \| \| \| 2005年 \| 93,996人 \| \| \| 2010年 \| 92,399人 \| \| \| 2015年 \| 89,479人 \| \| \| 2020年 \| 86,174人 \| \| |                                               |  |
| 資料來源：日本總務省統計中心提供之人口普查數據 |                                               |  |
| 1970年 | 47,151人                                      |  |
| 1975年 | 58,184人                                      |  |
| 1980年 | 69,410人                                      |  |
| 1985年 | 76,207人                                      |  |
| 1990年 | 85,283人                                      |  |
| 1995年 | 92,398人                                      |  |
| 2000年 | 94,555人                                      |  |
| 2005年 | 93,996人                                      |  |
| 2010年 | 92,399人                                      |  |
| 2015年 | 89,479人                                      |  |
| 2020年 | 86,174人                                      |  |

## 歷史
現在的龜岡市市區在西元4世紀時還是湖沼地，在秦氏在此進行大堰川的治水工程後，逐漸成為可以耕作的土地，也開始帶動人口移入。本地舊名為「龜山」，位於丹波國最南端位置，與山城國、攝津國相接，過去也是丹波國的主要城市。
16世紀織田信長將丹波交給明智光秀治理，明智光秀便在此興建龜山城作為治理整個丹波的丹波的中心，此後此地開始以城下町的形勢發展。由於位於京都西北側的通道，在豐臣秀吉時代，此地先後委託羽柴秀勝（織田信長四男）、豐臣秀勝（豐臣秀吉外甥）、小早川秀秋（豐臣秀吉養子）、前田玄以（豐臣政權五奉行之一）、岡部長盛負責；江戶時代成立丹波龜山藩後，也都是交由譜代大名負責。
明治維新後，1869年新政府為了與伊勢龜山藩區分，改名為龜岡藩，1871年實施廢藩置縣後改設為龜岡縣，但在同年又旋即併入京都府。
1889年實施町村制，現在的龜岡市範圍在當時分屬南桑田郡龜岡町、東別院村、西別院村、曾我部村、吉川村、薭田野村、本梅村、畑野村、宮前村、大井村、千代川村、馬路村、旭村、千歲村、河原林村、保津村、篠村及船井郡東本梅村共18個行政區劃；1955年除了篠村及東本梅村以外的16個行政區劃合併為龜岡市，隔年東本梅村併入，四年後篠村也被併入，形成現在的龜岡市範圍。
1919年新興宗教大本教買下了龜山城作為宣教的根據地，此後由於勢力急速的成長曾遭到日本政府的鎮壓（第二次大本事件）；但在二次大戰後，龜山城的土地仍歸還大本教繼續使用，現仍為大本教的本部。

### 變遷表
| 1889年4月1日                          | 1889年 - 1926年     | 1926年 - 1944年     | 1945年 - 1954年     | 1955年 - 1988年          | 1955年 - 1988年          | 1955年 - 1988年         | 1989年 - 现在             | 现在                      |
| ------------------------------------- | ------------------- | ------------------- | ------------------- | ------------------------ | ------------------------ | ----------------------- | ------------------------- | ------------------------- |
| 東本梅村                              | 東本梅村            | 東本梅村            | 東本梅村            | 1956年9月30日 併入龜岡市 | 1958年4月1日 併入園部町  | 1958年4月1日 併入園部町 | 2006年1月1日 合併為南丹市 | 2006年1月1日 合併為南丹市 |
| 東本梅村                              | 東本梅村            | 東本梅村            | 東本梅村            | 1956年9月30日 併入龜岡市 | 龜岡市                   | 龟冈市                  | 龟冈市                    | 龟冈市                    |
| 筱村                                  | 筱村                | 筱村                | 筱村                | 筱村                     | 1959年9月30日 并入龟冈市 | 龟冈市                  | 龟冈市                    | 龟冈市                    |
| 龟冈町                                | 龟冈町              | 龟冈町              | 龟冈町              | 1955年1月1日 龟冈市      | 龟冈市                   | 龟冈市                  | 龟冈市                    | 龟冈市                    |
| 东别院村                              |                     |                     |                     | 1955年1月1日 龟冈市      | 龟冈市                   | 龟冈市                  | 龟冈市                    | 龟冈市                    |
| 曾我部村                              |                     |                     |                     | 1955年1月1日 龟冈市      | 龟冈市                   | 龟冈市                  | 龟冈市                    | 龟冈市                    |
| 吉川村                                |                     |                     |                     | 1955年1月1日 龟冈市      | 龟冈市                   | 龟冈市                  | 龟冈市                    | 龟冈市                    |
| 薭田野村                              |                     |                     |                     | 1955年1月1日 龟冈市      | 龟冈市                   | 龟冈市                  | 龟冈市                    | 龟冈市                    |
| 本梅村                                |                     |                     |                     | 1955年1月1日 龟冈市      | 龟冈市                   | 龟冈市                  | 龟冈市                    | 龟冈市                    |
| 畑野村                                |                     |                     |                     | 1955年1月1日 龟冈市      | 龟冈市                   | 龟冈市                  | 龟冈市                    | 龟冈市                    |
| 宫前村                                |                     |                     |                     | 1955年1月1日 龟冈市      | 龟冈市                   | 龟冈市                  | 龟冈市                    | 龟冈市                    |
| 大井村                                |                     |                     |                     | 1955年1月1日 龟冈市      | 龟冈市                   | 龟冈市                  | 龟冈市                    | 龟冈市                    |
| 千代川村                              |                     |                     |                     | 1955年1月1日 龟冈市      | 龟冈市                   | 龟冈市                  | 龟冈市                    | 龟冈市                    |
| 马路村                                |                     |                     |                     | 1955年1月1日 龟冈市      | 龟冈市                   | 龟冈市                  | 龟冈市                    | 龟冈市                    |
| 旭村                                  |                     |                     |                     | 1955年1月1日 龟冈市      | 龟冈市                   | 龟冈市                  | 龟冈市                    | 龟冈市                    |
| 千岁村                                |                     |                     |                     | 1955年1月1日 龟冈市      | 龟冈市                   | 龟冈市                  | 龟冈市                    | 龟冈市                    |
| 河原林村                              |                     |                     |                     | 1955年1月1日 龟冈市      | 龟冈市                   | 龟冈市                  | 龟冈市                    | 龟冈市                    |
| 保津村                                |                     |                     |                     | 1955年1月1日 龟冈市      | 龟冈市                   | 龟冈市                  | 龟冈市                    | 龟冈市                    |
| 西别院村                              |                     |                     |                     | 1955年1月1日 龟冈市      |                          | 龟冈市                  | 龟冈市                    | 龟冈市                    |
| 1958年4月1日 牧、寺田地區并入东能勢村 | 1977年4月1日 丰能町 | 1977年4月1日 丰能町 | 1977年4月1日 丰能町 | 1955年1月1日 龟冈市      |                          |                         |                           |                           |

## 交通
轄內主要鐵路車站為龜岡車站，為西日本旅客鐵道山陰本線的沿線車站之一。
山陰本線在1989年在嵯峨嵐山車站至馬堀車站之間重新興建新的路線，舊有的路線就被交給嵯峨野觀光鐵道經營觀光專用的路線嵯峨野觀光線，其後半段路線也位於龜岡市轄內。
京都縱貫自動車道則是自東側由京都市進入龜岡轄區，由龜岡市主要市區南側通過後，轉往北進入南丹市。

### 鐵路
- 西日本旅客鐵道
  - 山陰本線：（京都市） - 保津峽車站 - 馬堀車站 - 龜岡車站 - 並河車站 - 千代川車站 - （南丹市→）

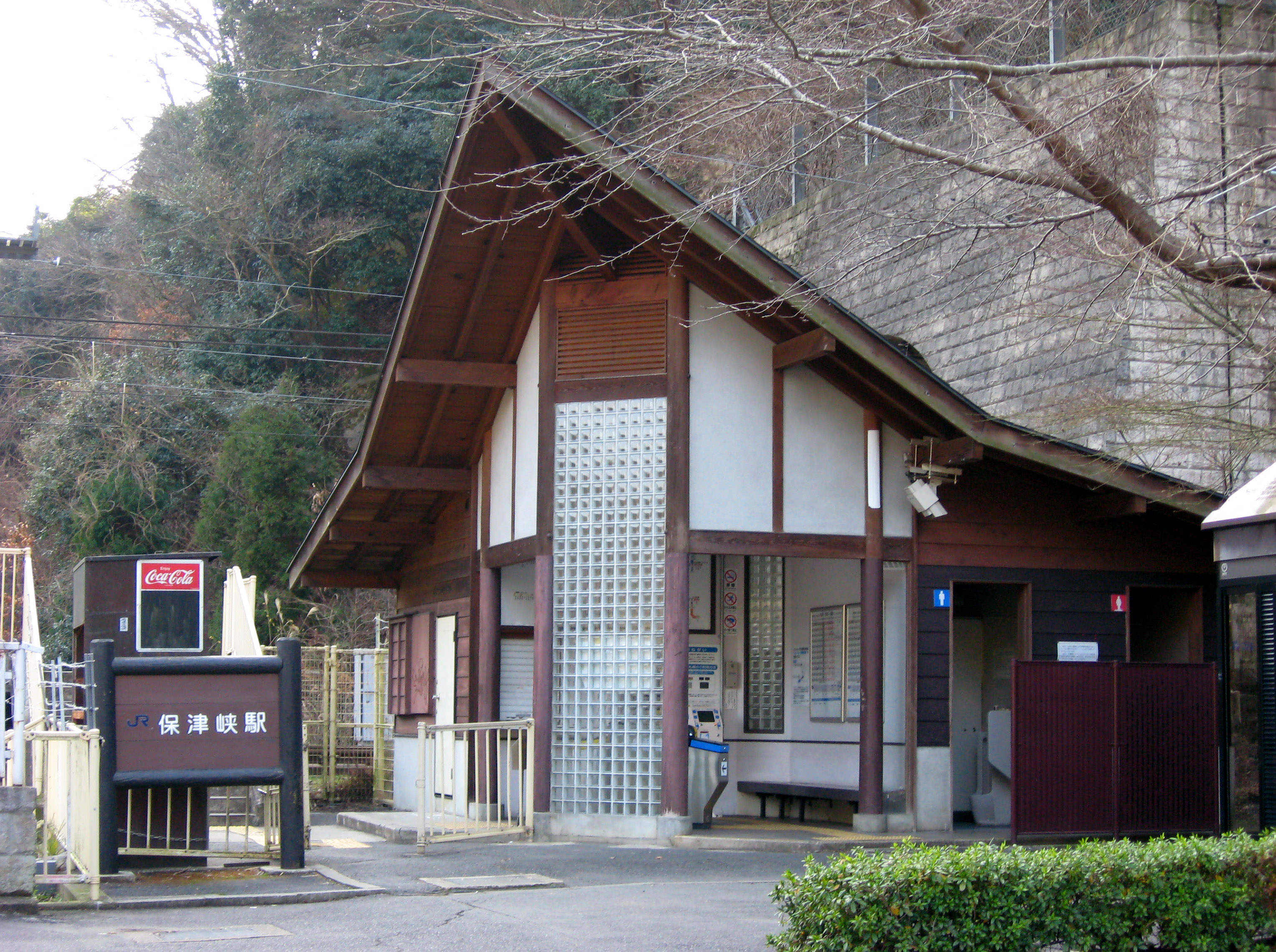
保津峽車站
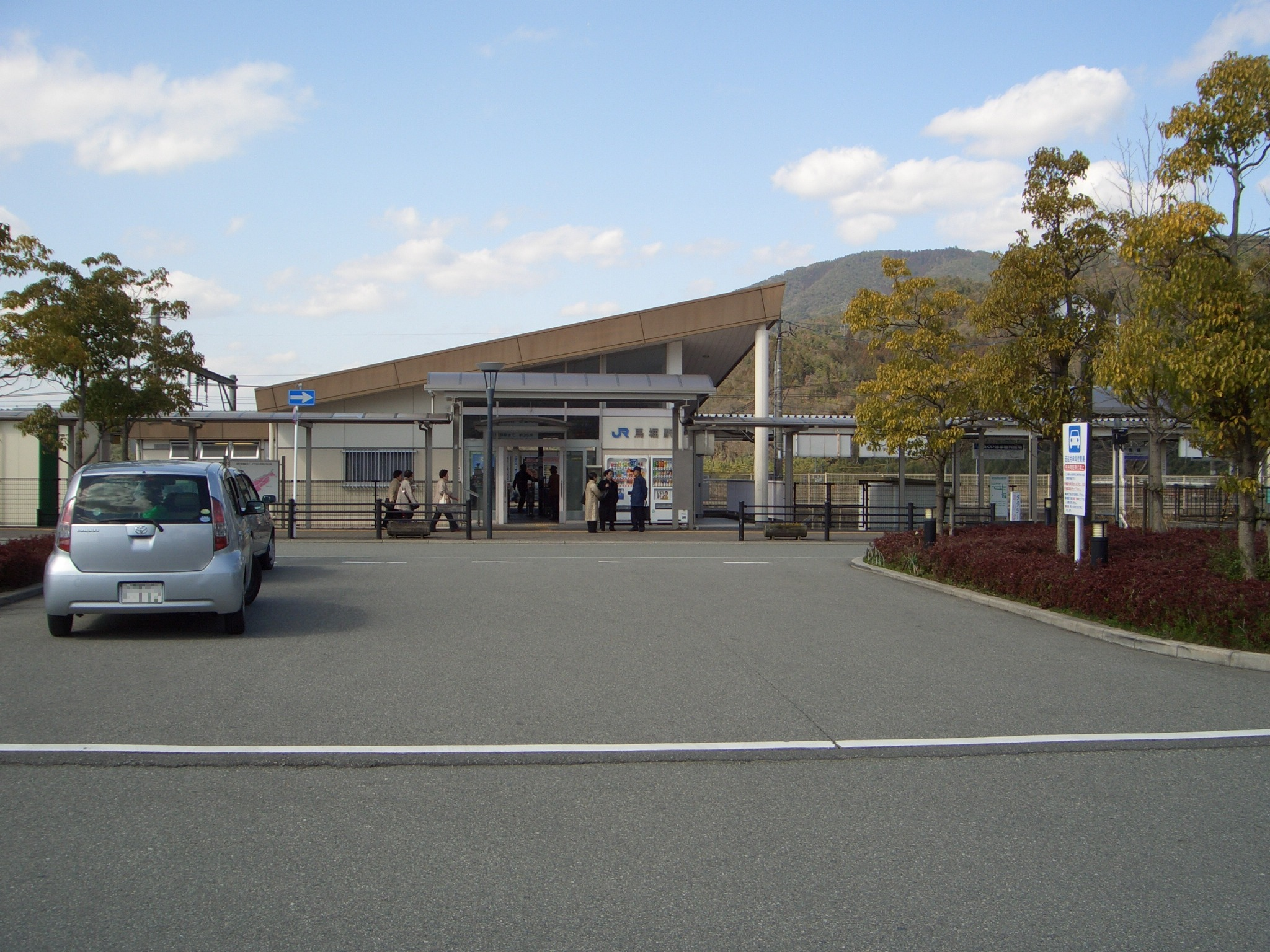
馬堀車站
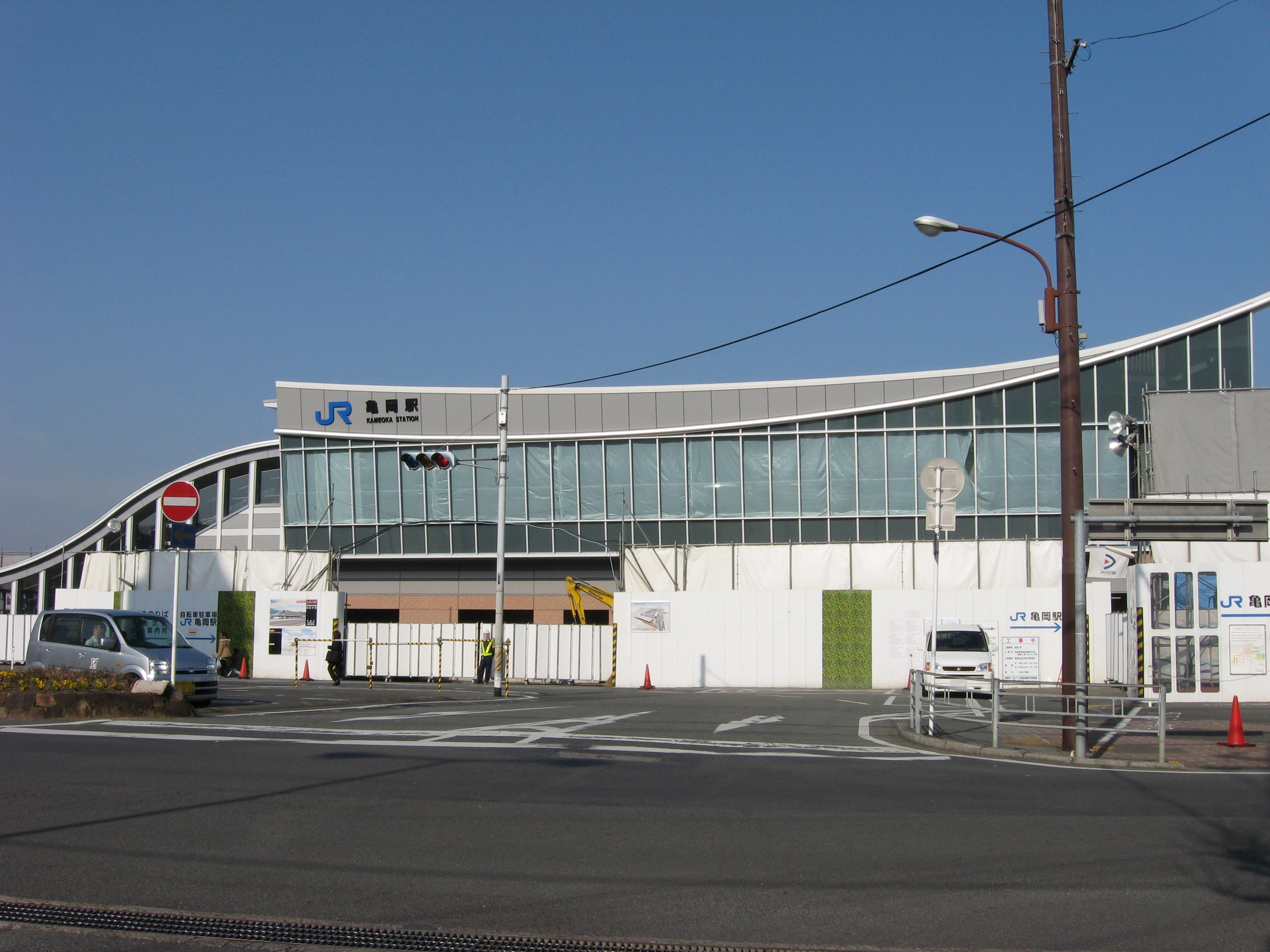
龜岡車站

- 嵯峨野觀光鐵道
  - 嵯峨野觀光線：（京都市）- 小火車龜岡車站

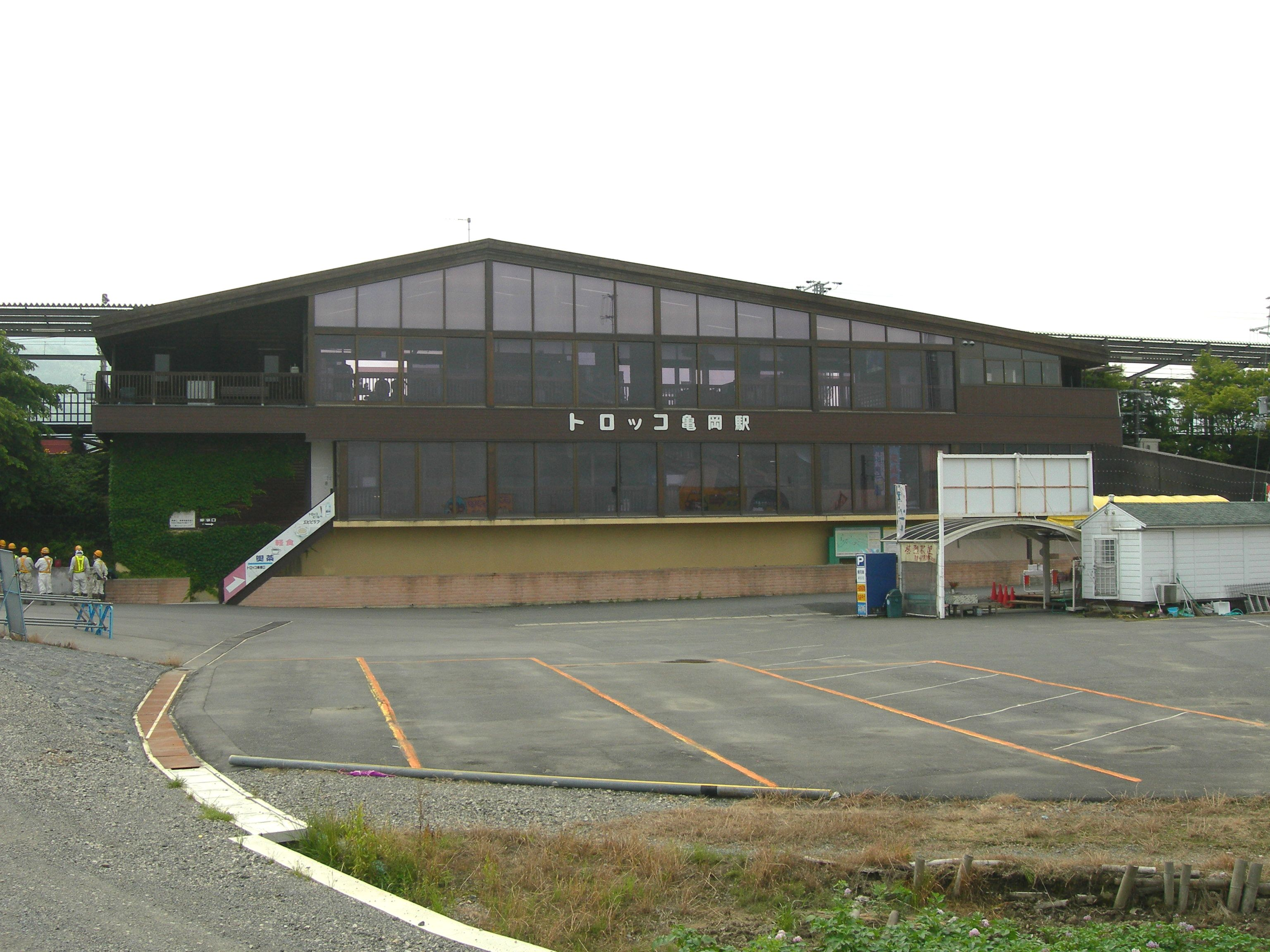
小火車龜岡車站

### 公路
高速道路
- 京都縱貫自動車道：（南丹市） - 千代川交流道 - 大井交流道 - 龜岡交流道 - 篠交流道 - （京都市）

## 觀光資源
保津川沿岸為龜岡最主要的觀光景點，包括嵯峨野觀光線及保津川泛舟皆在此一區域。

## 本地出身之名人
- 山脇東洋：江戶時期著名漢醫學者，為古方派代表人物
- 圓山應舉：江戶時代中期的畫家
- 出口王仁三郎：宗教家，為新興宗教大本教的創始人

## 外部連結
- （日語） 龜岡市政府的Facebook專頁
- （日語） 龜岡市觀光協會（页面存档备份，存于）
  - （繁體中文） 龜岡市觀光協會（页面存档备份，存于）